# Гай Юлій Цезар I
Гай Юлій Цезар I (*Gaius Julius Caesar I, прибл. 206 до н. е. —166 до н. е.) — політичний діяч Римської республіки.

## Життєпис
Походив з патрциіанського, проте небагатого роду Юліїв Цезарів. Син Секста Юлія Цезара. Внаслідок відсутності значних статків кар'єра його довго складалася. Лише у 166 році до н. е. стає претором у справах іноземців (разом зі своїм двоюрідним братом Луцієм. Втім нагло помер під час своєї каденції.

## Родина
- Гай Юлій Цезар